# Cola pallida
Cola pallida là một loài thực vật có hoa trong họ Cẩm quỳ. Loài này được A.Chev. mô tả khoa học đầu tiên năm 1911.